# استادهای آمریکایی
استادهای آمریکایی (به انگلیسی: American Masters) یک مجموعه تلویزیونی از پی‌بی‌اس است که زندگی‌نامه نویسندگان ماندگار، موسیقیدانان، هنرمندان هنرهای تجسمی و نمایشی، درام‌نویسان، فیلمسازان و کسانی که اثری چشم‌گیر در چشم‌انداز فرهنگی ایالات متحده به جا گذاشته‌اند را به نمایش می‌کشد. این مجموعه توسط دابلیوان‌ئی‌تی (WNET) در شهر نیویورک تولید می‌شود. این نمایش در سال ۱۹۸۶ در پی‌بی‌اس آغاز شد.